# Mihai Ghimpu
Mihai Ghimpu  (Coloniţa, Moldávia - 19 de novembro de 1951), é um político moldávio. Atualmente é porta-voz do Parlamento, desde 28 de agosto de 2009,  e tornou-se presidente da Moldávia como resultado da renúncia de Vladimir Voronin em 11 de setembro de 2009.